# Стежки-доріжки
«Стежки-доріжки» (рос. «Стёжки-дорожки») — український радянський художній фільм 1963 року, знятий на Кіностудії імені Довженка. Єдина робота Олега Борисова як режисера.

## Сюжет
Молодий, енергійний Роман Калинка шукає своє місце в житті. Після закінчення бухгалтерських курсів його направили на роботу у колгосп села Мар'янівка. Роман розуміє, що робота бухгалтером не його покликання. Зрештою молодий чоловік вирішує продовжити свій шлях та йде з села.

## В ролях
- Олег Борисов — Роман Калинка
- Євген Весник — Тимофій Остапович Воронюк, голова колгоспу
- Борис Бібіков — Калістрат Калістратович, бухгалтер
- Любов Землянікіна (Стриженова) — Оксана
- Павло Шпрингфельд — Гаврило Дудка, поштар
- Сергій Шеметило — начальник пожежної охорони
- Володимир Гусєв — Семен
- Лариса Буркова — Марина
- Микола Яковченко — Архип
- Микола Гринько — міліціонер
- Костянтин Кульчицький — пожежник
- А. Клюшин
- Маргарита Криницина — самогонщиця
- Євген Моргунов — міліціонер
- Анатолій Папанов — лейтенант міліції
- Лев Перфілов — завідувач будівництва
- Сергій Сібель — колгоспник
- Анатолій Юрченко — Петро
- Юнона Яковченко — секретарка

## Творча група
- Режисер: Олег Борисов, Артур Войтецький
- Сценарист: Микола Зарудний
- Оператор: Михайло Бєліков
- Композитор: Модест Табачников